# Erythrodontium pringlei
Erythrodontium pringlei là một loài rêu trong họ Entodontaceae. Loài này được Cardot mô tả khoa học đầu tiên năm 1910.